# كامبو بيلو دو سول
كامبو بيلو دو سول بلدية في ولاية سانتا كاتارينا في المنطقة الجنوبية من البرازيل.